# Ringtone
Ringtone è un singolo di "Weird Al" Yankovic estratto dall'EP Internet Leaks, ma sarà presente nel suo prossimo album in uscita nel 2010.
Il brano è una parodia di stile dei Queen.

## Significato
La canzone parla degli aspetti negativi di avere una suoneria per il cellulare.

## Tracce
1. Ringtone – 3:25

## Il video
Venne fatto un video animato da SuperNews! che mostra la versione animata di Weird Al che canta e suona una chitarra a forma di cellulare.